# That's Life! (film)
That's Life! is een onafhankelijke Amerikaanse dramedy uit 1986 geregisseerd en grotendeels gefinancieerd door Blake Edwards en verdeeld door Columbia Pictures. De film was geen financieel succes en werd matig onthaald.

## Verhaal
De rijke architect Harvey Fairchild is ongelukkig op zowel privé- als werkvlak. Daarbij komt dat hij de zestig nadert en al dan niet ingebeelde kwaaltjes ondervindt.
Zijn vrouw Gillian Fairchild, een beroemde zangeres, tracht hem op te beuren en plant een geheim verjaardagsfeest voor hem. Zelf verbergt ze dat ze mogelijk keelkanker heeft.
Harvey kaffert zijn zwangere dochter Megan uit en maakt ruzie met zijn zoon Josh. Zijn depressie wordt erger mede door Janice Kern, een cliënte die voortdurend aanpassingen laat uitvoeren aan de bouwplannen van haar huis. Tot overmaat voelt Janice zich seksueel aangetrokken tot Harvey en verleidt ze hem, doch Harvey weigert op het laatste moment. Als katholiek gaat hij te biecht, maar hij ontdekt dat de priester zijn rivaal was op de Universiteit van Notre Dame. Daarop gaat Harvey te rade bij Madame Carrie, een waarzegster, met wie hij wél gemeenschap heeft. Zij besmet hem daarmee met schaamluis en een pediculosis pubis-infectie.
Het verjaardagsfeest dreigt een ramp te worden: Harvey wordt nukkig en slechtgehumeurd wanneer zijn vriend Belmont een grappig verhaalt vertelt over iemand met een pediculosis pubis-infectie. Gillian heeft Madame Carrie ingehuurd om haar kunsten te vertonen. Zelf krijgt ze bezoek van de huisarts met de resultaten van de biopsie: daaruit blijkt dat ze geen kanker heeft. Ze neemt Harvey apart en spreekt hem aan over zijn gedrag en het feit dat je slechts één leven hebt en daarvan moet profiteren.

## Rolverdeling
| Acteur             | Personage               |
| ------------------ | ----------------------- |
| Jack Lemmon        | Harvey Fairchild        |
| Julie Andrews      | Gillian Fairchild       |
| Sally Kellerman    | Holly Parrish           |
| Robert Loggia      | Father Baragone         |
| Jennifer Edwards   | Megan Fairchild Bartlet |
| Rob Knepper        | Steve Larwin            |
| Matt Lattanzi      | Larry Bartlet           |
| Chris Lemmon       | Josh Fairchild          |
| Cynthia Sikes      | Janice Kern             |
| Dana Sparks        | Fanny Ward              |
| Emma Walton        | Kate Fairchild          |
| Felicia Farr       | Madame Carrie           |
| Theodore Wilson    | Corey                   |
| Jordan Christopher | Dr. Keith Romanis       |

## Nominaties
| Wedstrijd                                  | Categorie                                                              | Ontvanger(s)                                              | Resultaat   | Ref.  |
| ------------------------------------------ | ---------------------------------------------------------------------- | --------------------------------------------------------- | ----------- | ----- |
| Golden Globe op de 43e Golden Globe Awards | Best Performance by an Actress in a Motion Picture - Comedy or Musical | Julie Andrews                                             | Genomineerd |       |
| Golden Globe op de 43e Golden Globe Awards | Best Performance by an Actor in a Motion Picture - Comedy or Musical   | Jack Lemmon                                               | Genomineerd |       |
| Golden Globe op de 43e Golden Globe Awards | Best Original Song - Motion Picture                                    | "Life in a Looking Glass" (Henry Mancini Leslie Bricusse) | Genomineerd |       |
| Golden Raspberry Awards 1986               | Worst Original Song                                                    | "Life in a Looking Glass" (Henry Mancini Leslie Bricusse) | Genomineerd | [ 6 ] |
| Oscar op de 59ste Oscaruitreiking          | Best Music, Original Song                                              | "Life in a Looking Glass" (Henry Mancini Leslie Bricusse) | Gewonnen    |       |

## Trivia
- De film werd op het privé-strandhuis van Edwards in Malibu (Californië) gefilmd.[7]
- Verschillende familieleden van Edwards hebben een kleine rol.[4][7]
- De productie kwam in opspraak nadat de IATSE aan The Hollywood Reporter meldde dat het contract dat de acteurs hadden met "Malibu Productions" niet aan de reguliere minimumvoorwaarden voldeed. Als gevolg vroegen de SAG en DGA aan hun leden die deel uitmaakten van de productie om in staking te gaan.[8]